# René Ribeiro
René Ribeiro (Recife, 3 de janeiro de 1914 — 25 de dezembro de 1990) foi um médico, antropólogo e professor brasileiro.

## Vida
René Ribeiro nasceu no dia 3 de janeiro de 1914, na cidade do Recife, filho de Jefferson Firmino Ribeiro e Celina Osias Ribeiro.
Formado em Medicina pela Universidade do Recife em 1936, fez mestrado em Antropologia na Nortwestern University, nos Estados Unidos. Foi professor-titular de Antropologia do Departamento de Ciências Sociais da Universidade Federal de Pernambuco e presidente da Associação Brasileira de Antropologia (ABA).
É um autor de renome internacional, principalmente por seus trabalhos sobre relações raciais e de parentesco.

### Biógrafo do Mestre Vitalino
Em 1958 publicou trabalho sobre o Mestre Vitalino cujo título é: Vitalino, um ceramista popular do Nordeste cuja reedição foi realizada em 1972 pelo então Ministério da Educação e Cultura do Brasil.

## Textos
- Tempo de experiência,